# Чжэн Эньчун
Чжэн Эньчу́н (кит. упр. 郑恩宠, пиньинь Zhèng Ēnchǒng, род.2 сентября 1950) — адвокат-правозащитник из Шанхая.

## История вопроса
По данным Amnesty International в 2004 году Чжэн Эньчуна приговорили к трём годам тюремного заключения за «передачу государственных секретов иностранным юридическим лицам» ссылаясь на сообщение по факсу, отправленное им в неправительственную организацию «Права человека в Китае» находящуюся в Нью-Йорке. Существуют серьёзные опасения, что задержание и осуждение Чжэн Эньчуна было направлено на то, чтобы помешать ему продолжать правозащитную деятельность. В результате его осуждения из-за страха перед расправой в Шанхае сократилось число адвокатов, готовых рисковать, защищая права граждан на жилую площадь.
8 декабря 2005 года Чжэн Эньчуна получил от «Союз судей Германии» «Премию в области прав человека „Союза судей Германии“» 
5 июня 2006 года Чжэн Эньчуна отпустили на свободу, но он должен был находиться под домашним арестом .